# Brouchaud
Brouchaud é uma comuna francesa na região administrativa da Nova Aquitânia, no departamento Dordonha. Possui uma área de 11,94 km² e 178 habitantes (censo de 1999), perfazendo uma densidade demográfica de 14 hab/km².